# Adrián Colunga
Adrián Colunga Pérez (ur. 17 listopada 1984 w Oviedo) – hiszpański piłkarz grający na pozycji napastnika.

## Kariera klubowa
Po nieudanej próbie przebicia się do pierwszego składu Sportingu Gijon, w 2006 roku odszedł po zakończeniu kontraktu. Grał w czwartej i trzeciej lidze, a następnie przeszedł do drugoligowego UD Las Palmas, w którym trafił 13 goli. W 2008 roku podpisał kontrakt z pierwszoligową Recreativo Huelvą, która zapłaciła za niego 2,7 miliona euro. W debiucie trafił bramkę z Realem Betis.
23 stycznia 2010 po kłopotach w klubie został wypożyczony do Realu Saragossa. Sezon zakończył z najlepszym dorobkiem strzeleckim w klubie i pomógł drużynie w uniknięciu spadku.
5 sierpnia 2010 roku został sprzedany do Getafe CF. Następnie grał w takich klubach jak: Sporting Gijón, Brighton & Hove Albion, Granada CF i RCD Mallorca. W 2016 trafił do cypryjskiego klubu Anorthosis Famagusta. Następnie grał w indyjskiej Goi, gdzie zakończył karierę.